# 石焼き

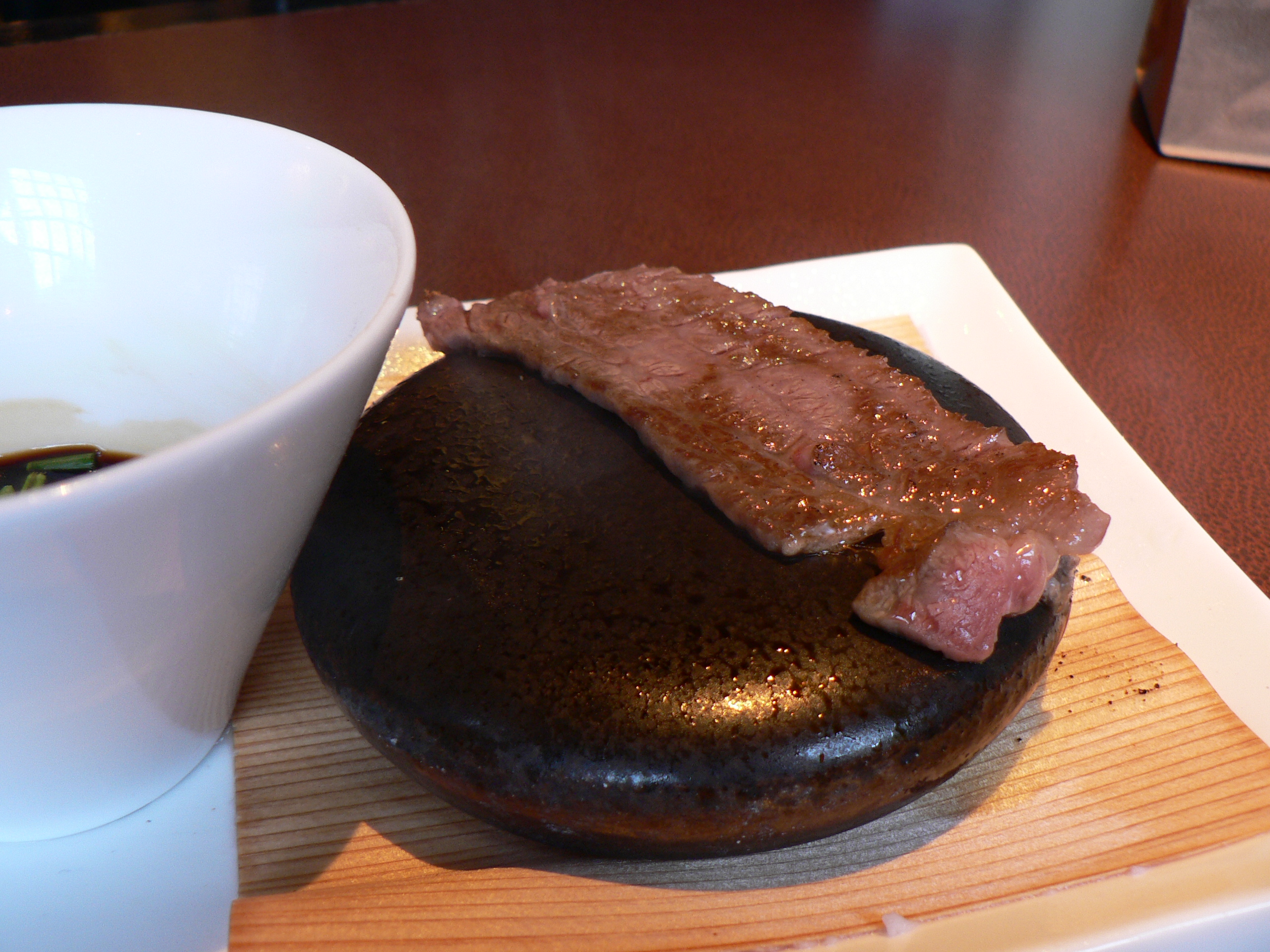
牛肉の石板焼き

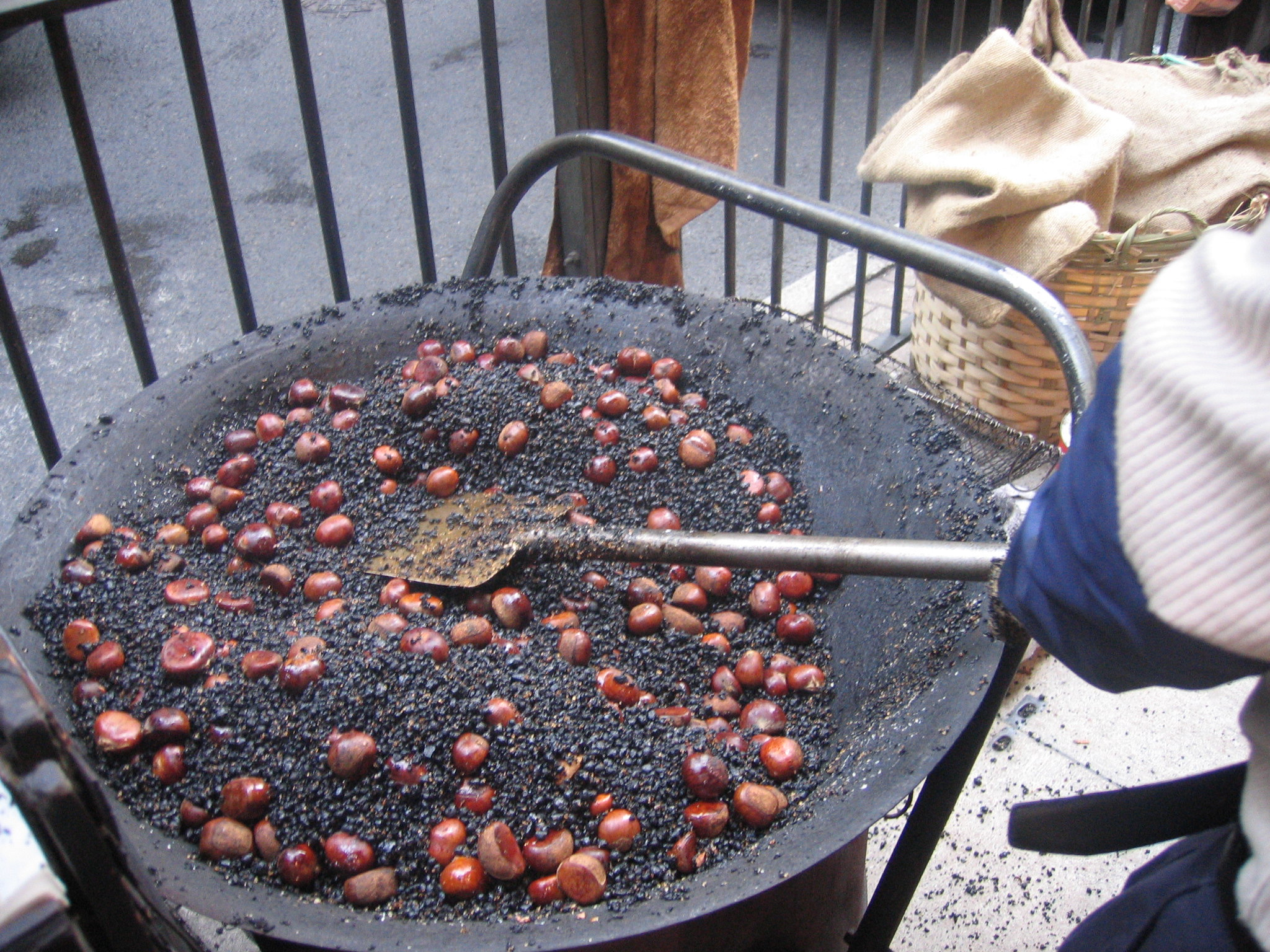
焼き栗

石焼き（いしやき）とは、石板（石焼プレート）や小石等を熱して、その熱で材料を焼く調理方法、及び、この方法で調理された料理。代表的な料理としては次のものがある。
- 小石を使用するもの：石焼き芋、焼き栗、甘栗
- 石板を使用するもの：石板焼き、石焼き
- 石製の容器を使用するもの：石焼きビビンバ

石焼きに利用される石は、熱すると遠赤外線を発して材料を内側から加熱するため、ふっくらとした焼き上がりになるとされる。
よく熱した石を食材と調味料を入れた鍋などに入れ、瞬間に沸騰させる調理方法、及び、この方法で調理された料理もある。
- 石焼き鍋 - 秋田県男鹿や静岡県の郷土料理
- わっぱ煮 - 新潟県粟島の郷土料理。